# Scoglio de' Pesci
Lo scoglio de' Pesci è uno scoglio del Mar Ligure compreso nel territorio comunale di Riomaggiore.